# Luangwa (cinodonte)
Luangwa é um género de cinodonte da família Traversodontidae.
O Luangwa drysdalli foi descoberto originalmente no vale do Luangwa, Zâmbia, África, no ano de 1963. Esta datado com 240 milhões de anos. E viveu no periodo Triássico.
Em julho de 2008 foi encontrado um crânio de Luangwa sudamericana na cidade de Dona Francisca, Rio Grande do Sul no Brasil, A descoberta foi realizada pela equipe da ULBRA.